# Rosebud (Texas)
Rosebud è un centro abitato degli Stati Uniti d'America, situato nella contea di Falls dello Stato del Texas.
La popolazione era di 1.412 persone al censimento del 2010.

## Geografia fisica
Rosebud è situata a 31°04′31″N 96°58′32″W (31.075209, -96.975581).
Si trova circa 30 km a est di Temple e 130 miglia a sud di Dallas. Secondo lo United States Census Bureau, ha un'area totale di 0,8 miglia quadrate (2,1 km²).

## Società

### Evoluzione demografica
Secondo il censimento del 2000, c'erano 1.493 persone, 571 nuclei familiari e 379 famiglie residenti nella città. La densità di popolazione era di 1.919,2 persone per miglio quadrato (739,0/km²). C'erano 673 unità abitative a una densità media di 865,1 per miglio quadrato (333,1/km²). La composizione etnica della città era formata dal 59,14% di bianchi, il 18,29% di afroamericani, lo 0,13% di nativi americani, lo 0,07% di asiatici, lo 0,27% di isolani del Pacifico, il 19,16% di altre razze, e il 2,95% di due o più etnie. Ispanici o latinos di qualunque razza erano il 29,74% della popolazione.
C'erano 571 nuclei familiari di cui il 31,7% aveva figli di età inferiore ai 18 anni, il 45,4% erano coppie sposate conviventi, il 17,0% aveva un capofamiglia femmina senza marito, e il 33,6% erano non-famiglie. Il 32,0% di tutti i nuclei familiari erano individuali e il 20,3% aveva componenti con un'età di 65 anni o più che vivevano da soli. Il numero di componenti medio di un nucleo familiare era di 2,53 e quello di una famiglia era di 3,21.
La popolazione era composta dal 28,8% di persone sotto i 18 anni, il 6,6% di persone dai 18 ai 24 anni, il 21,8% di persone dai 25 ai 44 anni, il 20,8% di persone dai 45 ai 64 anni, e il 22,0% di persone di 65 anni o più. L'età media era di 40 anni. Per ogni 100 femmine c'erano 90,9 maschi. Per ogni 100 femmine dai 18 anni in giù, c'erano 78,1 maschi.
Il reddito medio di un nucleo familiare era di 24.063 dollari, e quello di una famiglia era di 33.300 dollari. I maschi avevano un reddito medio di 25.662 dollari contro i 18.462 dollari delle femmine. Il reddito pro capite era di 13.577 dollari. Circa il 21,0% delle famiglie e il 24,5% della popolazione erano sotto la soglia di povertà, incluso il 30,5% di persone sotto i 18 anni e il 22,7% di persone di 65 anni o più.